# Santa Maud
Santa Maud (Saint Maud) è un film horror del 2019 diretto da Rose Glass.

## Trama
Maud è una giovane infermiera caratterizzata da un fortissimo fervore religioso che, da qualche tempo, non lavora più in ospedale ma si occupa di degenza privata. Quando viene assegnata all'ex ballerina Amanda, malata terminale che continua tuttavia a mantenere una personalità forte e disinibita, la ragazza sviluppa una vera e propria ossessione per lei così, decisa a far di tutto per salvare la sua anima, decide di separarla dalla sua ragazza, Carol. Resasi però conto dell'atteggiamento di Maud, Amanda, durante la sua festa di compleanno, non solo invita Carol ma sminuisce la religione così Maud la schiaffeggia venendo licenziata.
Nei giorni successivi, mentre il rapporto fra Maud e la fede si fa altalenante (passa dal lasciarsi completamente andare - avendo addirittura rapporti sessuali con dei ragazzi - a tornare a rifugiarsi nella fede - sottoponendosi addirittura a torture fisiche per espiare i propri peccati) fino ad arrivare ad avere delle allucinazioni, il ritorno nella sua vita dell'ex collega Joy riaccende in lei il dolore per un errore commesso in passato a causa della sua traballante sanità mentale. Il risultato è una sempre maggiore fissazione per Amanda che spinge Maud a entrare in casa sua con l'intenzione di benedirla, ma quando la donna le rivela di aver finto di percepire Dio durante le loro preghiere, la ragazza si convince che la donna sia posseduta dal demonio e, dopo l'ennesima allucinazione, la uccide. 
La mattina dopo Maud, convintasi di essere un angelo e che potrà ascendere in paradiso, si dà fuoco davanti ad alcune persone in spiaggia.

## Distribuzione
È stato presentato nel 2019 al Toronto International Film Festival. In seguito alla première, le società A24 e Studio Canal hanno acquisito i diritti per la distribuzione del film. Successivamente Saint Maud ha fatto il suo approdo presso altri festival internazionali per poi essere distribuito ufficialmente a partire dall'ottobre 2020. Il film avrebbe dovuto essere distribuito nel mercato cinematografico a partire da aprile 2020, tuttavia la pandemia di COVID-19 ha causato un posponimento della sua pubblicazione. In Italia è stato pubblicato a partire dall'aprile 2021 nel mercato on demand.

## Accoglienza

### Incassi
Il film ha incassato 1,4 milioni di dollari al botteghino.

### Critica
Sull'aggregatore Rotten Tomatoes il film ha una percentuale di gradimento del 92% basato su 193 recensioni, con un voto medio di 8,1 su 10. Su Metacritic ottiene un punteggio di 83 su 100 basato su 33 recensioni.